# منظمة التحرير الأفغانية
منظمة التحرير الأفغانية (الفارسي : سازمان رهایی أفغانستان، ALO) هي جماعة سياسية ماوية في أفغانستان. تم تأسيسها من قبل الدكتور فياض أحمد وآخرين في عام 1973. ALO هي واحدة من العديد من المنظمات التي انبثقت من شعلة جويد (الشعلة الخالدة).
كان اسم المنظمة في الأصل ALO الجماعة الثورية لشعوب أفغانستان (گروه انقلابی خلقهای أفغانستان، RGPA)؛ أعيدت تسميته في عام 1980 وفي الآونة الأخيرة، توجه المنظمة طاقاتها نحو معارضة الاحتلال الأمريكي لأفغانستان ونظام الرئيس حامد كرزاي.